# Arrefecimento termoelétrico

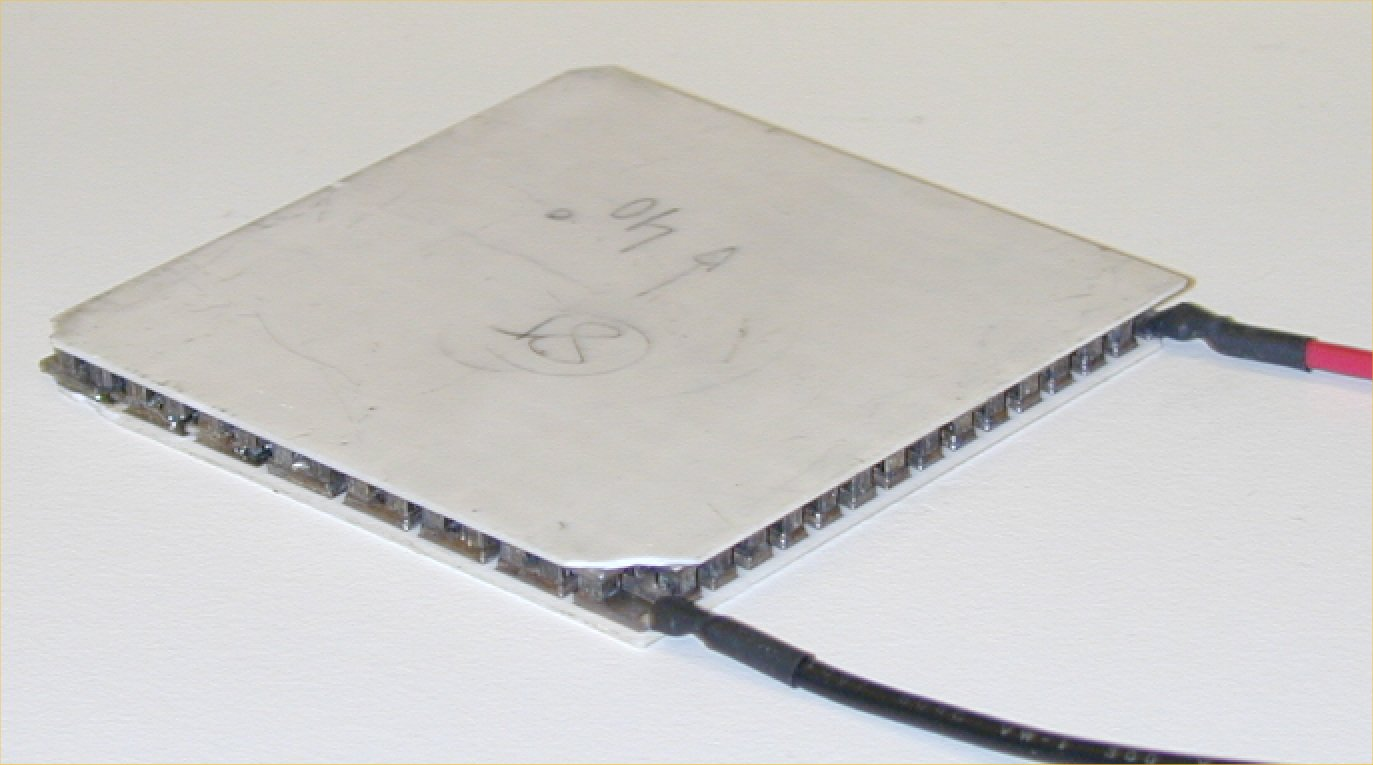
Dispositivo Peltier (16 mm x 16 mm)

O arrefecimento termoeléctrico consiste na aplicação do efeito termoeléctrico para criar um fluxo de calor na junção de dois tipos diferentes de materiais, criando assim um gradiente de calor, mediante o consumo de energia eléctrica. Desta forma, este tipo de dispositivo opera como uma bomba de calor, cuja maior aplicação destina-se a tarefas de arrefecimento mas podendo serem empregues para funções de aquecimento. Este tipo de dispositivo é também denominado de dispositivo Peltier, bomba de calor Peltier, refrigerador de estado sólido ou arrefecedor termoeléctrico.

## Eficiência

Esquema de uma pastilha de Peltier

As junções termoeléctricas geralmente exibem uma eficiência que se encontra entre 5 a 10% do refrigerador ideal (Ciclo de Carnot)[carece de fontes?], comparado com a eficiência de entre 40 e 60% obtida a partir de sistemas convencionais de ciclo de compressão[carece de fontes?]. Devido à eficiência reduzida, o arrefecimento termoeléctrico tende a ser adoptado em aplicações cuja portabilidade e ausência de componentes móveis sejam triviais, em detrimento da eficiência do dispositivo.

## Usos
Os dispositivos Peltier são habitualmente empregues em refrigeradores portáteis para campismo e arrefecimento de componentes electrónicos[carece de fontes?]. Também podem ser usados para a extracção de água do ar ambiente em desumificadores[carece de fontes?].